# Bernardo Dovizi da Bibbiena
Bernardo Dovizi da Bibbiena (ur. 2 sierpnia 1470 w Bibbienie, zm. 9 listopada 1520 w Rzymie) – włoski pisarz, dyplomata i kardynał.

## Życiorys
Uważany za wybitnego erudytę i humanistę, był związany z dworem Medyceuszy. Został kardynałem w 1513 oraz legatem papieskim Leona X, choć znany był raczej z libertyńskiego podejścia do świata. Był autorem pierwszej włoskiej komedii prozą Calandra, wystawionej w 1513. Pełnił także funkcję protonotariusza apostolskiego oraz skarbnika papieskiego.
Na dworze książąt Montefeltro w Urbino poznał Rafaela i zachwycił się jego twórczością. Przyjaźnił się później ze słynnym malarzem; zamierzał nawet wydać za mąż za Rafaela swoją siostrzenicę. Do małżeństwa jednak nie doszło, ponieważ nie chciał tego sam Rafael, a poza tym niedoszła narzeczona rozchorowała się i przedwcześnie zmarła.
Kardynał Bibbiena zmarł prawdopodobnie w wyniku otrucia.